# Rio Awarau

O rio Awarau encontra-se na Ilha do Sul na Nova Zelândia. O rio é mais conhecido por Larry's Creek. O rio tem apenas 12 quilômetros de extensão, fluindo a noroeste desde a sua nascente, nos Montes Victoria até sua confluência com o rio Inangahua a norte de Reefton.